# Церква Покрови Пресвятої Богородиці (Михалків)
Церква Покрови Пресвятої Богородиці — діюча дерев'яна церква у селі Михалків на Коломийщині. Парафія належить до Отинійського благочиння Коломийської єпархії ПЦУ. Престольне свято — 14 жовтня.

## Розташування
Церква знаходиться в центрі села, з півдня від головної дороги, на рівній ділянці, оточеній деревами.

## Історія
Церква збудована 1852 року. Була філіальною парафіяльної церкви в сусідньому Жукотині.
У серпні 1961 року церква була зачинена радянською окупаційною владою.
26 лютого 1991 року відбулось урочисте відкриття церкви. Святкову Божественну Літургію очолив священик Володимир Липко.
На парафіяльних зборах церковної громади Покрови Пресвятої Богородиці 18 червня 2015 року мешканці села Михалків проголосували за вихід із підпорядкування УПЦ московському патріархату та перехід в юрисдикцію Української православної церкви Київського патріархату. 19 червня 2015 року на прохання парафіян та на підставі рішення зборів, Преосвященний Єпископ Коломийський та Косівський Юліан прийняв церковну громаду до складу Отинійського благочиння Коломийської єпархії УПЦ КП.
Вперше у церкві було проведено Божественну Літургію українською мовою 21 червня 2015 року, її відслужив керівник прес-служби Коломийської Єпархії ієрей Віталій Козак. 
14 жовтня 2016 року, з нагоди престольного свята, із Архіпастирським візитом церкву відвідав Преосвященний Єпископ Коломийський та Косівський Юліан та очолив урочисту Архієрейську Божественну Літургію
Церковна громада нагороджена Благословенною Патріаршою Грамотою Святійшого Патріарха Київського та всієї Руси-України Філарета.

## Архітектура
Церква тризрубна одноверха, має прибудовану вужчу захристію зі сходу до вівтаря. На західних та південних дверях до церкви намальовані святі. В інтер'єрі церкви новий іконостас, оновлений у 2014 році, на стінах трафаретні орнаментальні розписи. Стіни над опасанням та восьмериком під бляхою.
Дерев'яна двоярусна дзвіниця стоїть з південного заходу від церкви. 